# Миховил Логар
Миховил Логар (Ријека, 6. октобар 1902 — Београд, 13. јануар 1998) био је словеначко-српски композитор, педагог и музички писац.
Пореклом Словенац, рођен је у Ријеци а највећи део свог живота провео је у Београду. За собом је оставио преко две стотине дела међу којима се могу наћи остварења која припадају готово свим жанровима – опере, балети, симфонијска музика, концерти, кантате, клавирска музика, соло песме. Као један од истакнутих студената такозване прашке генерације, Логар се сматра једним од најзначајнијих композитора који су деловали у Србији и дали значајан допринос развоју музичког професионализма у овој земљи.

## Биографија
Миховил Логар је рођен 6. октобра 1902. године у Ријеци. Након што је Италија анектирала Ријеку, а Мусолинијеви фашисти ушли у град, Логар је побегао у Југославију. Формално образовање стекао је у Прагу где је првобитно студирао архитектуру да би се затим коначно определио за каријеру композитора. Најпре је похађао Државни конзерваторијум, у класи К. Б. Јирака, а затим и Мајсторску школу у класи Јозефа Сука. Године 1927. дошао је у Београд и почео да ради као професор теоријских предмета и клавира у тадашњој Музичкој школи (данас школи „Мокрањац“), а затим и као професор у Средњој музичкој школи при Музичкој академији. Непосредно након Другог светског рата, бива изабран за ванредног (1945), а затим и редовног професора (1955) на Музичкој академији (данашњем Факултету музичке уметности) у Београду, где је радио до 1972. године. Најпре као професор у средњој школи, а затим и као професор композиције, Логар је дао значајан допринос развоју школства у предратној и послератној Србији. У периоду од 1956. до 1958. године, био је председник Удружења композитора Србије. Осим богате и плодне композиторске каријере, Логар је наступао и као пијаниста, изводећи често и сопствена дела.
Преминуо је 13. јануара 1998. године.

## Стваралачки опус
Стваралачки опус Миховила Логара броји преко две стотине дела најразличитијих жанрова. Као најзначајнија дела се могу издвојити: опере – Четири сцене из Шекспира (1931), Саблазан у долини Шентфлорјанској (1938), Покондирена тиква (1954), Четрдесет прва (1959); кантате – Плава гробница (1934), Пјесма на врелу (1939), Ватра (1959); оркестарске композиције – Весна, симфонијска поема (1931), Рондо-увертира (1936), Дундо Мароје, увертира (1936), Космонаути, концертна увертира (1962), Цедурска симфонијета (1962), Sinfonia italiana, троставачна симфонија (1964); свите – Приморје, Пролећне слике (1962); балет Златна рибица (1950); концерти – Концерт за виолину у ха-молу (1954), Concerto mordente за виолину и оркестар (1968), Концерт за виолончело, мали гудачки оркестар и дувачки квинтет (1971), Двоструки концерт за кларинет и рог (1967), Partira concertante за дувачки квинтет и гудачки оркестар (1968); циклуси соло песама – Легенда о Марку (1936), Шеснаест румених пролећа – песме за Аниту, Гранада од Самарканда (1963), Три песме Ендреа Адија (1978); камерна дела – 5 гудачких квартета (1926–1936), Сонатина за виолину и клавир (1928), Размишљање и одлука за фагот и клавир (1945), Вез на свили за виолину и клавир (1985), Златни менует за фагот и клавир (1990); збирке клавирске музике – Мала серенада, Пасторала, Нежност, Фигурина на вазни, Балетски валцер.

### Музички језик
Рана дела Миховила Логара, настала у Прагу и по повратку са школовања, одликују се заоштреним музичким језиком, проширеним тоналитетом који често прелази и у атоналност, рапсодичном и, условно речено слободном формом, те се овај период композиторовог стваралаштва често описује као експресионистички (Перичић, Масникоса). У овом раздобљу се могу уочити и утицаји романтичарској језика, те се може рећи да је за Логара својствено да „у његовом опусу једно поред другог стоје дела која се веома много разликују по свим компонентама стурктуре“ (Бергамо). Као неке од главних карактеристика Логаревог музичког језика, али и његове личности, аутори истичу ведрину и хумор, које, у зависности од (музичког) контекста, могу прећи и у гротеску и пародију. Такође, истиче се да су „Логареви по правилу терцно стурктуирани акорди, увек ... ’деформисани’ јарким ванакордским тоновима, а њихов след је увек неочекиван и нестабилан, изненадно дисонантан или ненадано тоналан“ (Масникоса, 2008: 10). Изостанак континуираног музичког тока или његова вишеслојност, музичке идеје кратког даха, те „плаховитост израза“ (Бергамо), могу се укључити у најзначајније одлике његовог међуратног стваралаштва.
Ипак, према тврдњама Марије Масникосе, „тешко је, ... у оквиру Логаревог стваралачког пута, означити јасне етапе, а још теже одредити којим се усмерењима руководио у свом развоју“ (Масникоса, 2008: 10). У том смислу се утемељеност у класичним формалним обрасцима, стално прируство елемената комичног, ведар тон и склоност ка сталним и честим променама у музичком језику – од тоналности до атоналности, тематизма до атематизма итд. – те одсуство фолклорног материјала из велике већине његових дела, могу се истаћи као најзначајније карактеристике читавог стваралаштва овог композитора.

### Саблазан у долини шентфлорјанској, музичка фарса у три чина (1938)
Либрето за фарсу написао је композитор сам, прерадивши сатиру Ивана Цанкара “Похујшање у долини шентфлорјански”. Радња се дешава у шентфлорјанској долини у којој „родољуби“ – Начелниковица, Порезник, Бележник, Трговац и Црквењак – коментаришу „саблазан“ која се појавила у њиховом крају. Наиме, две скитнице, Петар и Јацинта живе невенчано, што изазива радозналост и, свакако, презир мештана. Сваког од ликова, Петар уцењује тврдећи да је он њихов син, изгубљен пре 15 година. У Петрову „потеру“ за богатством се уплићу и ђаво, бројна прерушавања и мистерије. Иако компоновано 1938. године, награђено од „Цвијете Зузорић” и предвиђено за приказивање, дело је први пут изведено тек тридесет година касније, у Народном позиришту у Сарајеву, под управом Ивана Штајерца. Описујући дело након премијере, Бранко Каракаш истиче присуство „реских хармонија и складно стилизованих вокалних речитатива који на моменте прерастају у ариозне форме“ (Каракаш, 2008: 87).

### Покондирена тиква, фарса у три чина (1954)
У складу са својом наклоњеношћу хумору и комичности, Логар се, у овој опери окренуо Јовану Стерији Поповићу и његовој Покондиреној тикви. Основни композиторов циљ је, приликом компоновања опере на Стеријин текст, био да сачува духовиту атмосферу и језичку структуру оригиналног текста у коме почива велики део комике овог комада. Израду либрета, композитор је поверио Хугу Клајну, дело је први пут изведено 1956. године, на сцени Народног позоришта у Београду, под управом Душана Миладиновића. Насловну и главну улогу тумачила је Милица Миладиновић којој је Логар и посветио своју оперу написавши „Милици Миладиновић, за њену високу уметност гласа и глуме“. Дело је, како истиче Перичић, „пуно динамике и правог буфо-духа“ (Перичић, 1969: 223). Вокална деоница је блиска парланду, да би, у зависности од догађања на сцени, прешла и у понекад гротескни ариозо. Сам музички језик је пре свега у служби драмске радње, те поступци музичког сликања комике и гротеске, познати из традиционалних комичних музичких форми, доминирају музичким током.

### Рондо-увертира (На сајму) (1936)
Једно од Логаревих кратких оркестарских дела, Рондо-увертира осликава ауторову наклоност ка живописном и изражајном третману музичког текста и хумористичној изражајности. Мењајући првобитни назив – Рондно увертира – у На сајму, аутор је желео да укаже на чињеницу да брилијантни пасажи, разноврсни ритмови, кратке тематске флоскуле и оштри контрасти између мелодијски и ритмички изражајних фраза, могу осликавати и вреву аутентичног сајамског дана.

### Миховил Логар као музички писац
Иако говор о музици није био централно поље интересовања овог аутора, могу се наћи поједини чланци из његовог пера, посвећени актуелним проблемима музичког стваралаштва или критике, те неким концертима и наступима познатих извођача и премијерним извођењима композиција његових савременика. Био је дописник италијанског часописа La Scala, а његови текстови се могу наћи и у часопису Звук, у Политици и Ревији. Неке од његових најпознатијих критика су објављене поводом премијере Рајичићеве Симониде, или Радићеве Ћеле Куле.

## Списак значајнијих дела
Опере:
- Четири сцене из Шекспира (1931)
- Саблазан у долини Шентфлорјанској (1938)
- Покондирена тиква (1954)
- Четрдесет прва (1959)

Оркестарске композиције:
- Весна, симфонијска поема (1931)
- Рондо-увертира (1936)
- Дундо Мароје, увертира (1936)
- Космонаути, концертна увертира (1962)
- Цедурска симфонијета (1962)
- Симфониа италиана, троставна симфонија (1964)

Кантате:
- Плава гробница (1934)
- Пјесма на врелу (1939)
- Ватра (1959)

Свите:
- Пролећне слике (1962)

Балет:
- Златна рибица (1950)

Концерти:
- Концерт за виолину у ha молу (1954)
- Двоструки концерт за кларинет и рог (1967)
- Партита кончертанте за дувачки квинтет и гудачки оркестар (1968)
- Кончерто морденте за виолину и оркестар (1968)
- Концерт за виолончело, мали гудачки оркестар и дувачки квинтет (1971)

Циклуси соло песама
- Легенда о Марку (1936)
- Гранада од Самарканда (1963)
- Три песме Ендреа Адија (1978)

Камерна дела
- 5 гудачких квартета (1926 – 1936)
- Сонатина за виолину и клавир (1928)
- Размишљање и одлука за фагот и клавир (1945)
- Вез на свили за виолину и клавир (1985)
- Златни менует за фагот и клавир (1990)

### Нотна издања (избор)
- Концерт за виолину и оркестар, (УКС), џепна партитура и клавирски извод
- Дупли концерт за кларинет, хорну и оркестар, (УКС, 1969)
- Концерт за кларинет и гудачки оркестар (УКС, 1969), клавирски извод
- Рондо рустико, Приморско коло, (УКС, 1969)
- Рондо / Увертира, (ауторово издање, 1968), џепна партитура
- Партита кончертанте (УКС, 1970)
- Четрдесет прва, (?), клавирски извод
- Покондирана тиква, (Едиције композитора Југославије, 1960), клавирски извод
- 11 комада; Увертира, (Едиције композитора Југославије, 1961)
- Покондирана тиква, (Едиције композитора Југославије, 1969)
- Саблазан у долини Шентифлоријанској, (УКС, 1971)
- Златна рибица, (УКС, 1973)
- Музика за клавир, прва свеска (УКС, 1968)
- Музика за клавир (УКС, 1955)
- Две јапанске приче (Едитион Фрајт)
- Соната квази уно скерцо (УКС, 1990)
- Танго (Едитион Фрајт)
- Златна рибица за клавир соло (УКС, 1978)
- Мотиви са југа (Издање Фрајт)
- Композиције за виолину и клавир, (УКС, 1977) партитура и штим
- Соната за виолину и клавир (Просвета, 1953), партитура штим
- – три песме за дубоки глас и клавир, (УКС, 1977)
- Легенда о Марку, за баритон и клавир (УКС, 1988)
- Две љубавне песме, за високи глас и клавир (Властито издање, 1941)
- Бдијење, Чежња, О класје моје, Аеродинамика, Путовање, за мешовити хор (издање аутора, Београд, 1974)
- Аеродинамика , мадригал за мушки октет - Химна Београду (Просвета, 1960)
- (УКС)
- , (УКС, 1970), партитура, џепна партитура (УКС, 1972) и клавирски извод (УКС)
- Цедурска Симфонијета, за гудаче, (Београд, 1973)
- Две токате за клавир и гудачки оркестар (СОКОЈ,1963)
- Цедурска симфонијета за гудаче (Београд, 1973), џепна партитура
- Концерт за виолину и оркестар, (УКС), џепна партитура и клавирски извод
- Дупли концерт за кларинет, хорну и оркестар, (УКС, 1969)
- Концерт за кларинет и гудачки оркестар (УКС, 1969), клавирски извод

### Дискографија (избор)
- Свита за гудачки квартет / Партита кончертанте, ПГП РТБ, LP 2503, савремени домаћи композитори, 1974.
- Валцер, Златко Тополски и Чедомил Дуган, Југотон, LSY-66052, 1979.
- Арија, Tempo Di Ballo из "Musica Antica", Ферн Рашковић, Арбо Валдма ‎– Брамс, Дебиси, Стравински, Логар, Југотон, LSY-66058, Фоноарс, 1979.